# Chevrolet Tracker (2019)
La Chevrolet Tracker es un SUV fabricado por General Motors y comercializado bajo la marca Chevrolet. Actualmente se produce en Brasil y Argentina para el mercado latinoamericano y en China por SAIC-GM-Wuling para el mercado asiático. A pesar de que se use el nombre de Tracker, no está relacionada con el modelo fabricado por Suzuki para Chevrolet, la Chevrolet Tracker comercializada durante los años de 1990 al 2000.

## Descripción
En China, la Tracker se reveló en 2019 junto con el modelo Trailblazer y fue diseñado para reemplazar a la Trax en dicho mercado. Al siguiente año, hace su debut en Brasil y la producción comenzó en la ciudad de São Caetano do Sul. General Motors anunció que la nueva versión llegaría a México para reemplazar la generación de Trax, y debido a que fue diseñada para mercados emergentes, es decir, se fabricó con la plataforma GEM, la misma que se utilizó para el Chevrolet Onix, y es probable que no este destinado a Estados Unidos y Canadá.
En abril de 2022, la Tracker se comenzó a producir en Argentina por General Motors de Argentina en la planta de General Alvear el la Provincia de Santa Fe. Es el único SUV del segmento B fabricado en Argentina. 80% de su producción es exportada.

## Motor
La Nueva Tracker cuenta con un motor 1.2L Turbo-eficiente de 3 cilindros capaz de generar 130 hp y 140 lb-pie, con transmisión manual de cinco velocidades o automática de seis cambios.